# FESTin 2020
Das FESTin 2020 war die elfte Ausgabe des FESTin-Filmfestivals (offiziell: FESTin – Festival de Cinema Itinerante da Língua Portuguesa, zu deutsch: Wanderndes Filmfestival der portugiesischen Sprache), ein jährliches Filmfestival für Filme des portugiesischen Sprachraums.
Es fand vom 9. bis zum 30. Dezember 2020 statt. Auf Grund der COVID-19-Pandemie fand das Festival nur mit fünf Filmvorführungen unter besonderen Hygienemaßnahmen im Lissabonner Cinema São Jorge am 9., 14. und 15. Dezember statt, in Kooperation mit dem portugiesischen Filmfestival Mostra de Cinema da América Latina für lateinamerikanische Filme. Die restlichen Festivalfilme wurden in Online-Vorführungen über die eigene Streamingplattform FESTin ON vorgeführt. Im Wettbewerb traten dabei fünf lange Spielfilme, acht lange Dokumentarfilme und 17 Kurzfilme an. In der Filmreihe zum brasilianischen Kino, der Mostra Cinema Brasileiro wurden acht lange und fünf Kurzfilme gezeigt, in der Filmreihe zum Kinder- und Jugendfilm FESTinha liefen neun Filme.
Eröffnungsfilm war der Dokumentarfilm Silêncio – Vozes de Lisboa der in Portugal lebenden Schweizerin Céline Coste Carlisle und der Ungarin Judit Kalmár.
Auch das Conexões FESTin wurde erneut abgehalten, das Treffen von Filmschaffenden und Filminstitutionen aus portugiesischsprachigen Ländern. Am 16. Dezember trafen sich dazu online sechs Filmschaffende, die über die von ihnen betreuten oder vorgestellten 11 brasilianischen Filmfestivals berieten, die in aller Welt stattfinden.
Der wandernde Teil des FESTin 2020 fand im nordportugiesischen Porto statt. Vom 9. bis zum 13. September 2020 wurde im improvisierten Freiluftkino im neu errichteten Park Tropical Hub in der Stadtgemeinde Foz do Douro, an der Mündung des Flusses Douro in den Atlantik, jeden Abend ein Film gezeigt, vier abendfüllende Spielfilme aus Brasilien und einer aus Portugal.

## Preisträger
- Langfilm (Jury: Carlos Gonçalves (Angola), César Meneghetti (Brasilien) und Isa Catarina Mateus (Portugal)):
  - Bester Spielfilm: Pacarrete  (Brasilien, Regie: Allan Deberton)
  - Beste Regie: Kauê Telloli (für Volume Morto, Brasilien)
  - Beste Schauspielerin: Marcélia Cartaxo (für Pacarrete, Brasilien)
  - Bester Schauspieler: Marco Ricca (für Lamento, Brasilien)
    - Nennung ehrenhalber: Daniel Infantini (für Volume Morto, Brasilien)

- Dokumentarfilm (Jury: Isabel Leitão (Portugal), Luca Alverdi (Italien) und Paulo André Moraes de Lima (Brasilien)):
  - Bester Dokumentarfilm: Os Últimos Dias (Portugal, Regie: Cristina Ferreira Gomes)
    - Nennung ehrenhalber: Flores do Cárcere (Brasilien, Regie: Paulo Caldas und Barbara Cunha)

- Kurzfilm (Jury: Clébio Viriato (Brasilien), Hamilton Trindade (São Tomé und Príncipe) und Luis Dias (Portugal)):
  - Bester Kurzfilm: A Margem (Portugal, Regie: Rodrigo Tavares)
    - Nennung ehrenhalber: A Gravidez é Nossa (Mosambik, Regie: David Aguacheiro und Tina Krüger)
    - Nennung ehrenhalber: Véu de Amani (Brasilien, Regie: Renata Diniz)

- Kinder- und Jugendfilm (FESTinha) (Jury: fünf Kinder aus Portugal, Brasilien und Italien im Alter zwischen 6 und 9 Jahren)
  - Bester Kinder- und Jugendfilm: Os Guerreiros da Rua (Brasilien, Regie: Erickson Marinho)
    - Nennung ehrenhalber: Zana, O Filho da Mata (Brasilien, Regie: Augustto Gomes)[5]